# Carinotetraodon salivator
Carinotetraodon salivator är en fiskart som beskrevs av Lim och Maurice Kottelat 1995. Carinotetraodon salivator ingår i släktet Carinotetraodon och familjen blåsfiskar. Inga underarter finns listade.